# فولدا (نهر)
نهر فُلْدَة أو فولدا (بالألمانية: Fulda) هو نهر يَقع في ولاية هسن ضمن دولة ألمانيا. وهو واحد من النُهيرين الرئيسيين لفيزر (والآخر هو نُهير فيرا). يَبلغ طول نهر فلدة مسافة 218 كيلومتر.
يَقع منبع نهر فلدة في هضبة واسركيوب ضمن جبال رون. ويَتدفق هذا النهر من هناك إلى الشمال الشرقي مُطوقاً بجبال النول في الغرب وبـ«غابة سيولنغز» في الشرق. ثم يُغير اتجاهه قرب بيبرا إلى الشمال الغربي. أما بعد اللاتقاء مع نهر إيدر فهوَ يَتدفق باتجاه الشمال بخط مستقيم حتى كاسل قبل أن يُغير اتجاهه إلى الشمال الشرقيّ مُجدداً، وذلك عندما تكون «غابة كاوفنجر» إلى شرقه وبداية «غابة رييْنهاردز» إلى شمال غربه. وفي النهاية يَلتقي نهر فلدة أخيراً بنهير ويرا في بلدة هان. موندن، حيث يَلتقي النهيران (فلدة وويرا) لكي يُشكلا نهر ويسر.

## مدن يَمر النهر بها
- غيرسفيلد.
- فولدا.
- باد هيرسفيلد.
- بيبرا.
- روتنبرغ آن در فولدا.
- ميلسونغن.
- كاسل.